# Private Snafu

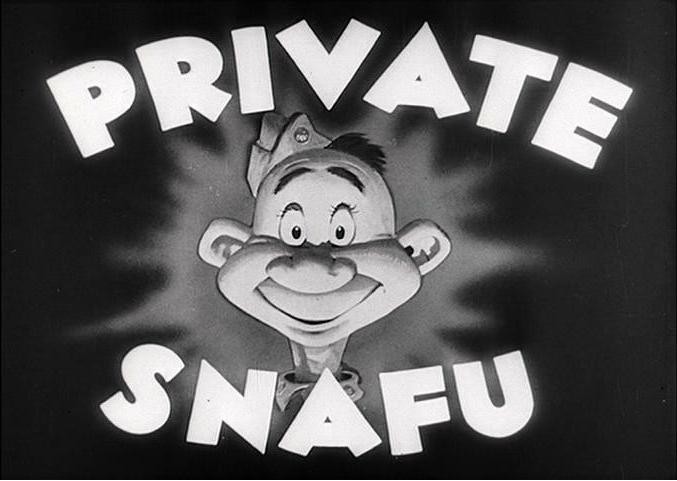
Kadr tytułowy serii filmów Private Snafu

Private Snafu – tytułowa postać serii czarno-białych amerykańskich instruktażowych animowanych filmów dla żołnierzy, ironicznych i humorystycznych w tonie, które były produkowane w latach 1943–1946. Głosu głównemu bohaterowi użyczył amerykański aktor Mel Blanc.

## Opis
Postać została stworzona przez reżysera Franka Caprę, przewodniczącego First Motion Picture Unit, a większość scenariuszy do filmów napisali Dr. Seuss, P.D. Eastman i Munro Leaf.
Celem filmów była pomoc w nauce amerykańskim żołnierzom o niskich umiejętnościach czytania i pisania. Charakteryzowały się prostym językiem, pikantnymi ilustracjami, łagodnymi wulgaryzmami i subtelnym moralizatorstwem. Private Snafu robił (prawie) wszystko źle, więc jego negatywny przykład uczył podstaw o tajemnicy wojskowej, zapobieganiu chorobom i regulaminowym żołnierskim zachowaniu.
Filmy Private Snafu były tajemnicą wojskową, przeznaczoną wyłącznie dla United States Army. Badania mające na celu ustalenie ulubionych filmów żołnierzy wykazały, że Private Snafu był zwykle oceniany najwyżej lub na drugim miejscu. Każdy film produkowany był w ciągu sześciu tygodni. Amerykańska rysowniczka i malarka Martha Sigall, wspominała rządowe środki bezpieczeństwa nałożone na personel pracujący nad kolejnymi filmami. Artyści je tworzący musieli mieć pobrane odciski palców i otrzymać zezwolenia bezpieczeństwa FBI; musieli również nosić identyfikatory w pracy. Artyści dostawali tylko dziesięć klatek filmu na raz, aby uniemożliwić im odgadnięcie treści danej historii.
Nazwa „Private Snafu” pochodzi od nieoficjalnego amerykańskiego wojskowego skrótu SNAFU („Situation normal: all fucked up”).

## Lista filmów
| Tytuł                                           | Reżyser       | Data premiery        | Wideo |
| ----------------------------------------------- | ------------- | -------------------- | ----- |
| Coming!! Snafu                                  | Chuck Jones   | 28 czerwca 1943      |       |
| Gripes                                          | Friz Freleng  | 5 lipca 1943         |       |
| Spies                                           | Chuck Jones   | 9 sierpnia 1943      |       |
| The Goldbrick                                   | Frank Tashlin | 13 września 1943     |       |
| The Infantry Blues                              | Chuck Jones   | 20 września 1943     |       |
| Fighting Tools                                  | Bob Clampett  | 18 października 1943 |       |
| The Home Front                                  | Frank Tashlin | 15 listopada 1943    |       |
| Rumors                                          | Friz Freleng  | 13 grudnia 1943      |       |
| Booby Traps                                     | Bob Clampett  | 10 stycznia 1944     |       |
| Snafuperman                                     | Friz Freleng  | 6 marca 1944         |       |
| Private Snafu vs. Malaria Mike                  | Chuck Jones   | 27 marca 1944        |       |
| A Lecture on Camouflage                         | Chuck Jones   | 24 kwietnia 1944     |       |
| Gas                                             | Chuck Jones   | 29 maja 1944         |       |
| The Chow Hound                                  | Frank Tashlin | 19 czerwca 1944      |       |
| Censored                                        | Frank Tashlin | 17 lipca 1944        |       |
| Outpost                                         | Chuck Jones   | 1 sierpnia 1944      |       |
| Pay Day                                         | Friz Freleng  | 25 września 1944     |       |
| Target: Snafu                                   | Frank Tashlin | 23 października 1944 |       |
| Three Brothers                                  | Friz Freleng  | 4 grudnia 1944       |       |
| In the Aleutians – Isles of Enchantment         | Chuck Jones   | 12 lutego 1945       |       |
| It’s Murder She Says                            | Chuck Jones   | 26 lutego 1945       |       |
| Hot Spot                                        | Friz Freleng  | 2 lipca 1945         |       |
| No Buddy Atoll                                  | Chuck Jones   | 8 października 1945  |       |
| Operation Snafu                                 | Friz Freleng  | 22 grudnia 1945      |       |
| Private Snafu Presents Seaman Tarfu in the Navy | George Gordon | 1946                 |       |